# نادي برقان
نادي برقان الرياضي هو نادي رياضي كويتي، يقع في ضاحية علي صباح السالم، تم اعتماد فكرة إنشاء النادي في 2007 وتم إعلانه كنادي رياضي في سبتمبر 2013.

## التاريخ
خاض النادي عدة مُنافسات وبطولات وديّة قبل اعتماده رسمياً كنادي رياضي، فقد لعب بطولات ودية غير رسمية عديدة منها ضد شركة النفط الكويتية، وضد الجامعات مثل جامعة الكويت والجامعة الأمريكية في الكويت في 2011.
كما لعب نادي برقان أول مباراة رسمية له في 17 أغسطس 2014 أمام نادي النصر في الجولة الأولى من مُنافسات الدوري الكويتي وقد خسر حينها من الأخير بنتيجة 5-0.
أول هدف للنادي في الدوري الكويتي كان من إمضاء اللاعب طارق اللقمان ضد نادي الشباب.
وكان أول انتصار رسمي للنادي في تاريخه كان في يوم 7 سبتمبر 2014 ضد نادي الجهراء بنتيجة 3-2.

## تشكيلة الفريق الحالية
ملاحظة: تشير الأعلام إلى المنتخب الوطني على النحو المحدد في قواعد الأهلية للفيفا. قد يحمل اللاعبون أكثر من جنسية واحدة غير تابعة للفيفا.
| الرقم | البلد       | المركز | اللاعب            |
| ----- | ----------- | ------ | ----------------- |
| 1     | الكويت      | حارس   | يوسف الصراف       |
| 2     | الكويت      | مدافع  | محمد فرحان        |
| 3     | نيجيريا     | وسط    | إيمانويل إيزوكام  |
| 4     | الكويت      | وسط    | محمد غلوم         |
| 5     | الكويت      | وسط    | فواز العتيبي      |
| 6     | دولة فلسطين | مدافع  | ماجد مصطفى        |
| 7     | الكويت      | وسط    | صالح الحربي       |
| 8     | الكويت      | مهاجم  | طارق اللقمان      |
| 9     | الصومال     | مهاجم  | محمد عثمان        |
| 10    | الكويت      | وسط    | عمر الروقي        |
| 11    | الكويت      | وسط    | فيصل العجمي       |
| 12    | الكويت      | حارس   | عبدالعزيز الخالدي |

| الرقم | البلد   | المركز | اللاعب           |
| ----- | ------- | ------ | ---------------- |
| 13    | الكويت  | مدافع  | علي مبخوت        |
| 14    | الكويت  | وسط    | ناصر السهلي      |
| 15    | الكويت  | مدافع  | مرزوق المطيري    |
| 16    | العراق  | مدافع  | يوسف جواد        |
| 17    | الكويت  | مدافع  | أحمد إسماعيل     |
| 22    | الكويت  | حارس   | قاسم دشتي        |
| 27    | الكويت  | وسط    | ناصر جمعة        |
| 28    | الكويت  | مدافع  | محمد درويش       |
| 33    | الكويت  | مهاجم  | مرزوق زكي        |
| 35    | الكويت  | مدافع  | أحمد السهو       |
| 45    | السنغال | وسط    | محمد كولي        |
| 69    | الكويت  | مدافع  | أنور لايش العنزي |